# Fernanda Fuentes
Fernanda Carolina Fuentes Cárdenas (Quilpué, 15 de junio de 1983) es una chef chileno-española y la primera personalidad chilena que obtiene una estrella Michelín, para el restaurante Nub (Tenerife) que renta junto con su marido Andrea Bernardi. También ha participado como jurado en los programas MasterChef Chile y Top Chef VIP Chile.

## Biografía
Fernanda Fuentes nació en Quilpué en 1983. Después de un año sabático a los 19 años durante el cual comenzó a cocinar, estudió la administración y la producción gastronómica en la Universidad Tecnológica de Chile INACAP. Durando su segundo año de estudio, efectuó una práctica en la hostelería en España: en esa ocasión, postuló a dos puestos y conoció el sexismo en el mundo de la cocina, cuando el responsable indicó que como era mujer, no podía pretender al puesto con más responsabilidad. Realizó una práctica de seis meses en el Hotel Golf Peralada en España. Durante sus estudios se enfrentó nuevamente con el sexismo: algunos profesores le indicaron que ella no sería nunca chef y otros alumnos le robaban sus ingredientes.
A los 22 años se embarazó y tuvo que viajar todos los días de Rancagua a Santiago para sus estudios.

### Experiencia en España y restaurante Nub
Después de haber terminado sus estudios, trabajó para el restaurante Rai en Santiago de Chile, y luego se fue de nuevo a España para una nueva práctica: varios años más tarde, indicó haberse ido a causa de los bajos sueldos chilenos. Luego trabajó en Tenerife en Casa Albar para el jefe italiano Andrea Bernardi, que se volvió más tarde su socio y su esposo. Juntos administraron la pastelería de 1927 La Princesa, antes de lanzar el restaurante Nub en 2014, que mezcla cocina chilena e italiana: Nub viene de la palabra nubes en honor al lugar donde está instalado el restaurante. 
En noviembre de 2017, la guía Michelin atribuyó una estrella al restaurante Nub, destacando la fusión interesante de las cocinas italianas, chilenas y canarias. Fernanda Fuentes fue así la primera personalidad chilena que recibió esta distinción. A la recepción de la estrella Michelin, el restaurante Nub tenía una orden de cierre a causa de permisos y los chefs se mudan a La Laguna Gran Hotel.
En enero de 2021, Fernanda Fuentes y Andrea Bernardi cambiaron nuevamente de localización y llegaron al hotel Bahía del Duque, a Adeje, en Tenerife.
Fernanda Fuentes es parte de la asociación Comida para todos que distribuye comidas a las personas en la necesidad. Cita como inspiración a la chef mapuche Anita Epulef.

### Participación enMasterchef
En 2019, se dio a conocer en Chile cuando fue parte del jurado de la cuarta temporada de Masterchef Chile, con Jorge Rausch y Christopher Carpentier: fue la primera mujer jurada del programa. Luego en 2020 formó parte del jurado de Masterchef Celebrity Chile.  En 2021, Canal 13 anunció su participación al jurado de la segunda temporada de dicho programa.

## Programas
| Año  | Programa                                  | Rol    | Canal       |
| ---- | ----------------------------------------- | ------ | ----------- |
| 2019 | MasterChef Chile (4° temporada)           | Jurado | Canal 13    |
| 2020 | MasterChef Celebrity Chile (1° temporada) | Jurado | Canal 13    |
| 2021 | MasterChef Celebrity Chile (2° temporada) | Jurado | Canal 13    |
| 2024 | Top Chef VIP Chile                        | Jurado | Chilevisión |
| 2025 | Top Chef VIP Chile                        | Jurado | Chilevisión |